# عظمة إشانغو

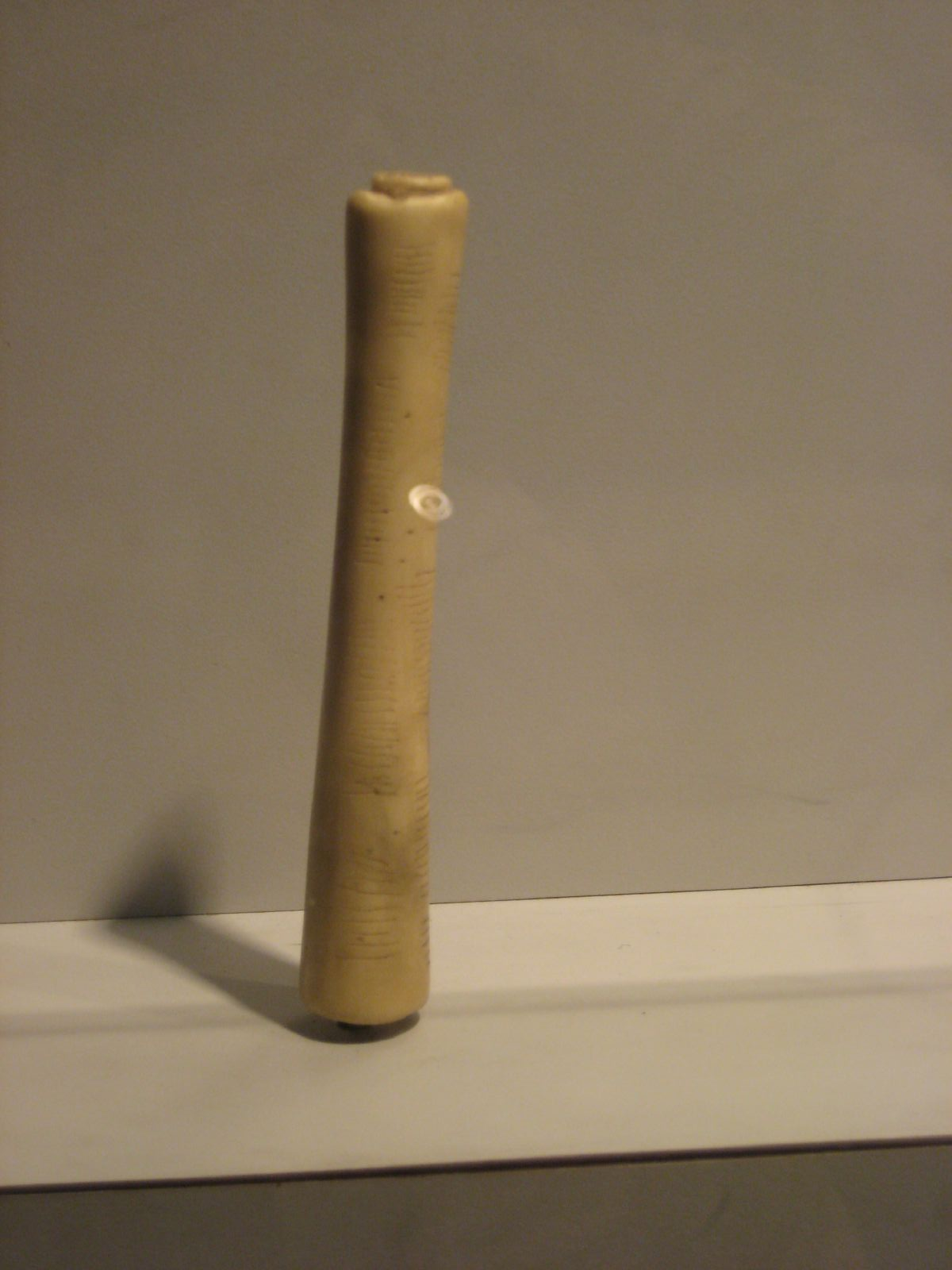
هذه الصورة توضح جانبي عظمة إشانغو.

عظمة إشانغو أداة عظمية، يرجع تاريخها من 18000 إلى 20000 ق.م، وهي عظمة بنية غامقة، أخذت هذه العظمة من شظية ذراع البابون،, ويوجد على طول العظمة خطوط طولية محفورة في ثلاث مناطق عى امتداد العظمة، وقد وضع العلماء نظرية إمكان استخدامها لأغراض تفوق العد.
اكتشفت هذه العظمة عام 1960 على يد العالم البلجيكي جون دي هينزلين دي بروكورت، في كنغو، وتحديداً في المنطقة الإفريقية إشانغو، وهي منطقة بالقرب من بحيرة إدواد، ويعرف أن في جانبي تلك البحيرة وجدت إحدى أول التجمعات الحضارية 20000 سنة قبل الميلاد، والتي استمرت بضعة قرون قبل أن تدفن بسبب اضطراب بركاني.
توجد القطعة الآن في المعهد الملكي البلجيكي للعلوم الطبيعية، بروكسل، بلجيكا.

## معنى العلامات الطولية

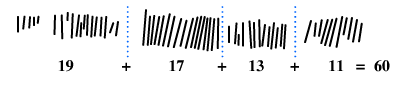
الجزء الأيسر

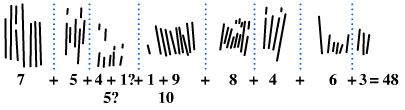
الجزء الأوسط

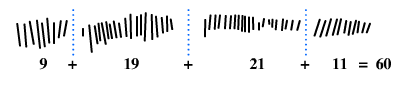
الجزء الأيمن

### حسابٌ رياضي؟
العلامات الموجودة أخذة أشكال غير تمايلية تشير الشقوق المجمعة إلى هذه الأداة كانت وظيفية أكثر من تزينية، ويمكن أن تكون جماعات إشانغو قد أستخدمت نوعاً من أنظمة العد.
تبدأ الكتابة في المركز بثلاث شقوق، ثم تتضاعف إلى ستة، والعملية تتكرر للأربعة، وتتضاعف إلى الثمانية، ثم تعكس إلى الرقم عشرة، الذي ينصف إلى خمسة شقوق. ومن هذا، يعرف أتن هذه الأرقام لم تكن محظ كتابة عشوائية، بل كانت توضح مبدأ الضرب والقسمة على الرقم إثنين، فإذاً أستخدمت هذه العظمة لعمليات الحساب البدائية.
والأكثر من ذلك، استخدامها لعمليات حسابية معقدةٌ أكثر ففي الجزء الأيمن والأيسر أستخدمت أرقام أولية (9،11،13،17،19،21)، والجدير بالملاحظة أن الأرقام في الجزء الأيسر محصورة بين 10 و 20، بينما الجزء الأيمن فيحتوي على عمليات حسابية أولية ك(10+1، 10-1 و20+1، 20-1)، والأغرب من الذلك أن الجانبان الأيمن والأيسر مجموعهما 60 أما الوسط فهو العدد 48، وهي أرقام مضاعفات العدد 12.

### تقويمٌ قمريّ
الكساندر مارشاك، رأى هذه القطعة ميكروسكوبياً، وهي تتكون من 6 أشهر تقويم قمري، كلاوديا سازلافسكي أقترحت أن صانع هذه الأداة امرأة، وقد إستخدمتها لتتبع الدورة الشهرية.